# Cincinnati Bengals 2009
La stagione 2009 dei Cincinnati Bengals è stata la 41ª della franchigia nella National Football League, la 44ª complessiva. La squadra concluse con un record di 10-6, battendo tutte le avversarie della AFC North, vincendo il titolo di division e raggiungendo i playoff per la prima volta dal 2005. L'annata si chiuse con una sconfitta per 24–14 contro i New York Jets nel turno delle wild card.
Il capo-allenatore Marvin Lewis, che allenava la squadra dal 2003, fu premiato come allenatore dell'anno. Lewis ottenne tale riconoscimento per la sua abilità nel guidare i Bengals a un record vincente malgrado le avversità che colpirono la squadra fuori dal campo. In primo luogo, tre giocatori furono colpiti personalmente dallo tsunami che colpì le Samoa Americane a fine settembre. Poco dopo questo disastro, Vikki Zimmer, moglie del coordinatore difensivo Mike Zimmer, morì all'improvviso. Infine, il wide receiver Chris Henry, che aveva subito un infortunio nella settimana 9 che aveva posto fine alla sua stagione, morì a dicembre per le ferite riportate dalla caduta dal retro di un pickup durante una lite domestica.

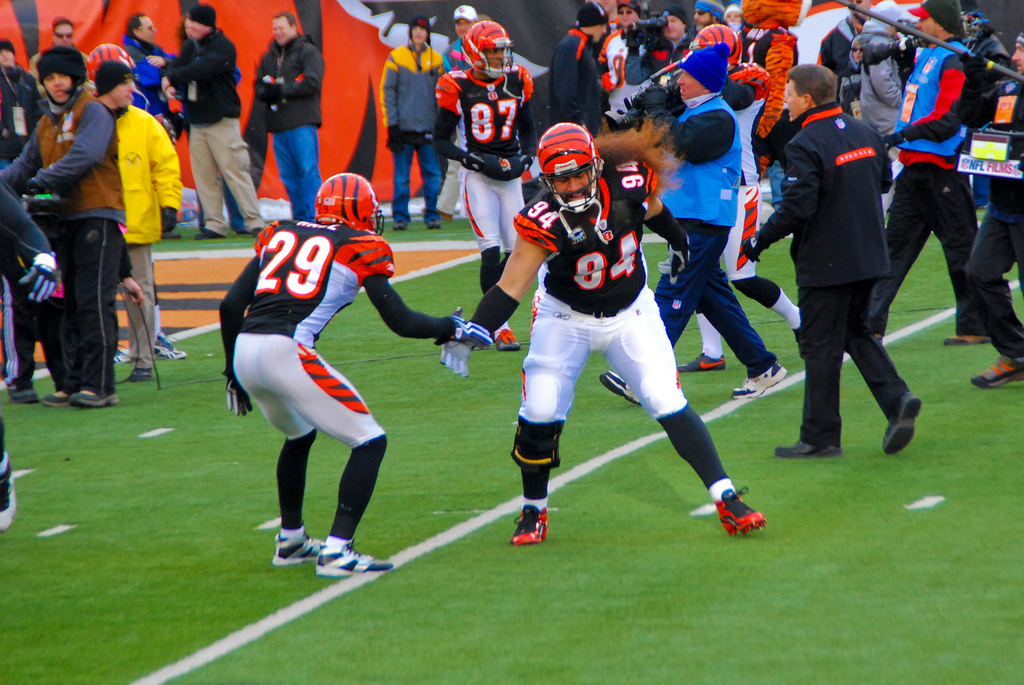
Giocatori dei Bengals prima della gara di playoff contro i Jets

## Roster
| Roster dei Cincinnati Bengals nel 2009 |
| --- |
| Quarterback - J.T. O'Sullivan - Carson Palmer - Jordan Palmer Running Back - Cedric Benson - Jeremi Johnson FB - Larry Johnson - Brian Leonard - Bernard Scott KR - Fui Vakapuna FB Wide Receiver - Andre Caldwell - Laveranues Coles - Quan Cosby PR - Chad Ochocinco - Jerome Simpson Tight End - Daniel Coats - J.P. Foschi - Darius Hill Offensive Linemen - Anthony Collins T - Kyle Cook C - Nate Livings G - Jonathan Luigs C - Evan Mathis G - Dennis Roland T - Andre Smith T - Andrew Whitworth T - Bobbie Williams G Defensive Linemen - Jonathan Fanene DE - Robert Geathers DE - Orien Harris DT - Michael Johnson DE - Tank Johnson DT - Domata Peko DT - Frostee Rucker DE - Shaun Smith DT Linebacker - Abdul Hodge ILB - Rashad Jeanty OLB - Brandon Johnson OLB - Dhani Jones ILB - Keith Rivers OLB - Dan Skuta ILB Defensive Back - Chris Crocker FS - Leon Hall CB - Kyries Hebert SS - David Jones CB - Johnathan Joseph CB - Rico Murray CB - Chinedum Ndukwe SS - Tom Nelson FS - Keiwan Ratliff CB - Morgan Trent CB Special Team - Shayne Graham K - Clark Harris LS/TE - Kevin Huber P Lista delle riserve - Chase Coffman TE (IR) - Reggie Kelly TE (IR) - Rey Maualuga OLB (IR) - Antwan Odom DE (IR) - Dan Santucci C (IR) - Matt Sherry TE (IR) - Pat Sims DT (IR) - Roy Williams SS (IR) Squadra di allenamento - Freddie Brown WR - Carson Butler TE - James Johnson RB - Clinton McDonald DT - Mike Mickens CB - Maurice Purify WR - Jason Shirley G - Antonio Smith CB |
| Legenda - I rookie sono in corsivo. - Il primo ruolo è il principale mentre gli eventuali successivi indicano i ruoli secondari. - (IR) sta per Injured Reserve ed indica la lista ristretta per un solo giocatore infortunato che può tornare ad allenarsi dopo la settimana 6 e a rientrare in prima squadra dopo che questa ha giocato 8 partite. - (NF-Inj.) / (NF-Ill.) stanno rispettivamente per Non-Football Injured e Non-Football Illness ed indicano le liste dove viene inserito un giocatore che ha un infortunio o una malattia non dipendente dal football americano. - (PUP) sta per Physically Unable to Perform ed indica la lista dove viene inserito un giocatore mentre è in attesa di recuperare la condizione fisica. Nella stagione regolare dopo la sesta partita giocata dalla propria squadra, il giocatore ha tempo tre settimane per riprendere ad allenarsi, più tre settimane aggiuntive dal suo rientro agli allenamenti per rientrare in prima squadra. |

## Calendario
| Stagione regolare |                    |                        |                    |                    |                                 |                    |
| Turno             | Data               | Avversario             | Risultato          | Record             | Pubblico                        | Sintesi            |
| 1                 | 13 settembre       | Denver Broncos         | S 7–12             | 0–1                | Paul Brown Stadium              | Recap              |
| 2                 | 20 settembre       | at Green Bay Packers   | V 31–24            | 1–1                | Lambeau Field                   | Recap              |
| 3                 | 27 settembre       | Pittsburgh Steelers    | V 23–20            | 2–1                | Paul Brown Stadium              | Recap              |
| 4                 | 4 ottobre          | at Cleveland Browns    | V 23–20 (dts)      | 3–1                | Cleveland Browns Stadium        | Recap              |
| 5                 | 11 ottobre         | at Baltimore Ravens    | V 17–14            | 4–1                | M&T Bank Stadium                | Recap              |
| 6                 | 18 ottobre         | Houston Texans         | S 17–28            | 4–2                | Paul Brown Stadium              | Recap              |
| 7                 | 25 ottobre         | Chicago Bears          | V 45–10            | 5–2                | Paul Brown Stadium              | Recap              |
| 8                 | Settimana di pausa | Settimana di pausa     | Settimana di pausa | Settimana di pausa | Settimana di pausa              | Settimana di pausa |
| 9                 | 8 novembre         | Baltimore Ravens       | V 17–7             | 6–2                | Paul Brown Stadium              | Recap              |
| 10                | 15 novembre        | at Pittsburgh Steelers | V 18–12            | 7–2                | Heinz Field                     | Recap              |
| 11                | 22 novembre        | at Oakland Raiders     | S 17–20            | 7–3                | Oakland–Alameda County Coliseum | Recap              |
| 12                | 29 novembre        | Cleveland Browns       | V 16–7             | 8–3                | Paul Brown Stadium              | Recap              |
| 13                | 6 dicembre         | Detroit Lions          | V 23–13            | 9–3                | Paul Brown Stadium              | Recap              |
| 14                | 13 dicembre        | at Minnesota Vikings   | S 10–30            | 9–4                | Mall of America Field           | Recap              |
| 15                | 20 dicembre        | at San Diego Chargers  | S 24–27            | 9–5                | Qualcomm Stadium                | Recap              |
| 16                | 27 dicembre        | Kansas City Chiefs     | V 17–10            | 10–5               | Paul Brown Stadium              | Recap              |
| 17                | 3 gennaio          | at New York Jets       | S 0–37             | 10–6               | Giants Stadium                  | Recap              |

Nota: gli avversari della propria division sono in grassetto.

### Playoff
| Playoff   |           |                   |           |        |                    |         |
| Turno     | Data      | Avversario        | Risultato | Record | Pubblico           | Sintesi |
| Wild Card | 9 gennaio | New York Jets (5) | S 14–24   | 0–1    | Paul Brown Stadium | Recap   |

## Classifiche
| AFC Central Division   |    |    |   |      |     |      |     |     |     |
|                        | V  | S  | P | %    | DIV | CONF | PF  | PS  | STR |
| (4) Cincinnati Bengals | 10 | 6  | 0 | .625 | 6–0 | 7–5  | 305 | 291 | S1  |
| (6) Baltimore Ravens   | 9  | 7  | 0 | .563 | 3–3 | 7–5  | 391 | 261 | V1  |
| Pittsburgh Steelers    | 9  | 7  | 0 | .563 | 2–4 | 6–6  | 368 | 324 | V3  |
| Cleveland Browns       | 5  | 11 | 0 | .313 | 1–5 | 5–7  | 245 | 375 | V4  |